# Francisco Méndez Escobar
Francisco Méndez (Joyabaj, Quiché, 3 de mayo de 1907-Ciudad de Guatemala, 11 de abril de 1962) fue un poeta, narrador y periodista guatemalteco.

## Biografía
De joven, Méndez Escobar fue oficinista en un servicio de correos, publicó en algunos diarios de provincia, fue piloto de autobús en San Martín Jilotepeque, operario en una embotelladora de gaseosas, y maestro empírico en una escuela en Joyabaj.  Se casó con Elvira Dávila y tuvieron cuatro hijos, Boris Rodrigo, Hugo Lionel, Francisco José y César Alejandro Méndez Dávila.
Como periodista aficionado se inició en su pueblo y en la ciudad de Quetzaltenango, a donde llegó cuando tenía 20 años de edad; pero su profesión como tal se desarrolló a partir de 1934, cuando el director de El Imparcial, Alejandro Córdova, lo contrató como redactor para ese diario. Pronto ascendió a jefe de redacción y ocupó ese puesto hasta su muerte. 
Fue contemporáneo de Mario Monteforte Toledo, Manuel Galich y Carlos Samayoa Chinchilla, con quienes formó parte de la generación del 30 o grupo Los Tepeus y escribió una poesía que trasciende por su universalidad y —en el caso de sus relatos— por su aporte al criollismo. Sus poemas fueron bien acogidos, elogiados e incluso apadrinados por César Brañas, director de la sección cultural de El Imparcial.

## Muerte
Enfermó de leucemia y entonces decidió viajar por Europa y Asia.  Falleció en la Ciudad de Guatemala en 1962.

## Obra
Como narrador, Méndez es considerado criollista, por sus descripciones de sabor local, por el habla cotidiana y el enfoque de denuncia social que distingue a los miembros del grupo Tepeus.  Su obra, sin embargo, va más allá de lo regional y trasciende hacia el realismo mágico. En efecto, al unir la tradición oral, los hechos cotidianos y la fantasía en sus «Cuentos de Joyabaj», puso en el mapa literario sus orígenes y entorno con toda la magia que incluye el nahualismo y las historias narradas junto al fogón.
Se aprecia en su obra una valoración de ríos y montañas, además de una exploración de los valores sociales, absorbidos en una temática costumbrista. Escribió alejado del exotismo del lenguaje, lo mismo que hicieron los de su generación, quienes mantuvieron una postura contraria al refinamiento de los modernistas.

### Poesía
- Los dedos en el barro -1935-
- Romances de Tierra Verde,[Nota 2] -1938-
- Seis nocturnos -1951-
- Poesía de Francisco Méndez -1975--[Nota 3]

### Cuentos
- Relatos ganadores del primero y segundo lugar del certamen literario La Independencia, promovido por la Dirección General de Bellas Artes -1957-
- Cuentos de Joyabaj -1984-

### Ensayo
- Poesía de Eduardo Mendoza Varela -1945-

En 2012, en el cincuentenario de su muerte, se publicaron las selecciones de su obra «Papeles recobrados»  y «Átomos de luz y tierra: obra poética (1929-1962)».

## Información adicional
- Es abuelo del escritor guatemalteco Francisco Alejandro Méndez.

### Obra de Méndez
- Méndez, Francisco (2012a). Papeles recobrados. Guatemala: Alfaguara. Consultado el 10 de diciembre de 2014.
- Méndez, Francisco (2012b). Átomos de luz y tierra: obra poética (1929-1962). Guatemala: Tipografía Nacional. Consultado el 10 de diciembre de 2014.